# Batman: Arkham Origins
Batman: Arkham Origins е видеоигра, базирана на комиксите за Батман на ДиСи Комикс, която излиза на 25 октомври 2013 г. Прелюдия е на Batman: Arkham Asylum и Batman: Arkham City.

## Сюжет
Действието се развива няколко години преди това на Batman: Arkham Asylum и се върти около осем от най-смъртоносните убийци на света, които се събират в Готъм на Бъдни вечер с една цел: да убият Батман.

## Актьорски състав
Диалозите, реакциите и звуковите ефекти в играта се изпълняват от опитните озвучаващи артисти Роджър Крейг Смит, Мартин Джарвис, Брайън Блум, Марк Ролстън, Роса Салазар, Криспин Фрийман, Стивън Блум, Кари Пейтън, Кели Ху, Питър Макникъл, Майкъл Гоф, Робърт Костанцо (отново озвучава детектив Харви Бълок), Трой Бейкър, Нолан Норт, Тара Стронг, Матю Мърсър, Уоли Уингърт, Джош Кийтън, Си Си Ейч Паундър, Том Кейн и Морис Ламарш.